# Angelo Branduardi
Angelo Branduardi (ur. 12 lutego 1950 w Cuggiono) – włoski piosenkarz, tekściarz, skrzypek, multiinstrumentalista i kompozytor.

## Życiorys
Angelo Branduardi urodził się 12 lutego 1950 w Cuggiono. Wychowywał się w Genui, gdzie ukończył Konserwatorium Niccolò Paganini. Podczas studiów w Mediolanie poznał poetę Franco Fortiniego, który wywarł na nim ogromny wpływ. Pierwszy krążek z piosenkami wydał w 1974 roku.
Autorką lub współautorką wielu piosenek Branduardiego jest jego żona Luisa Zappa. Małżonkowie mają dwie córki: Sarah (ur. 1975) i Maddalena (ur. 1981).
W 2000 roku ukazał się album Branduardiego L’infinitamente piccolo, który we Włoszech zyskał status platynowej płyty

## Odznaczenia
- Order Zasługi Republiki Włoskiej (2 czerwca 2005 r., Rzym)[4]